# Anna Slováčková
Anna Julie Slováčková (22. srpna 1995 Praha – 6. dubna 2025 Praha-Vinohrady) byla česká zpěvačka, herečka a moderátorka pořadů pro děti.

## Život
Pocházela z umělecké rodiny. Její matka je česká herečka a moderátorka Dagmar Patrasová, otec český saxofonista a hudební skladatel Felix Slováček. Měla také bratra Felixe Slováčka ml. a polorodou sestru René Slováčkovou. Její dědeček Karel Patras byl profesorem AMU a sólovým harfenistou České filharmonie, babička Věra Patrasová byla zpěvačkou filharmonického sboru.

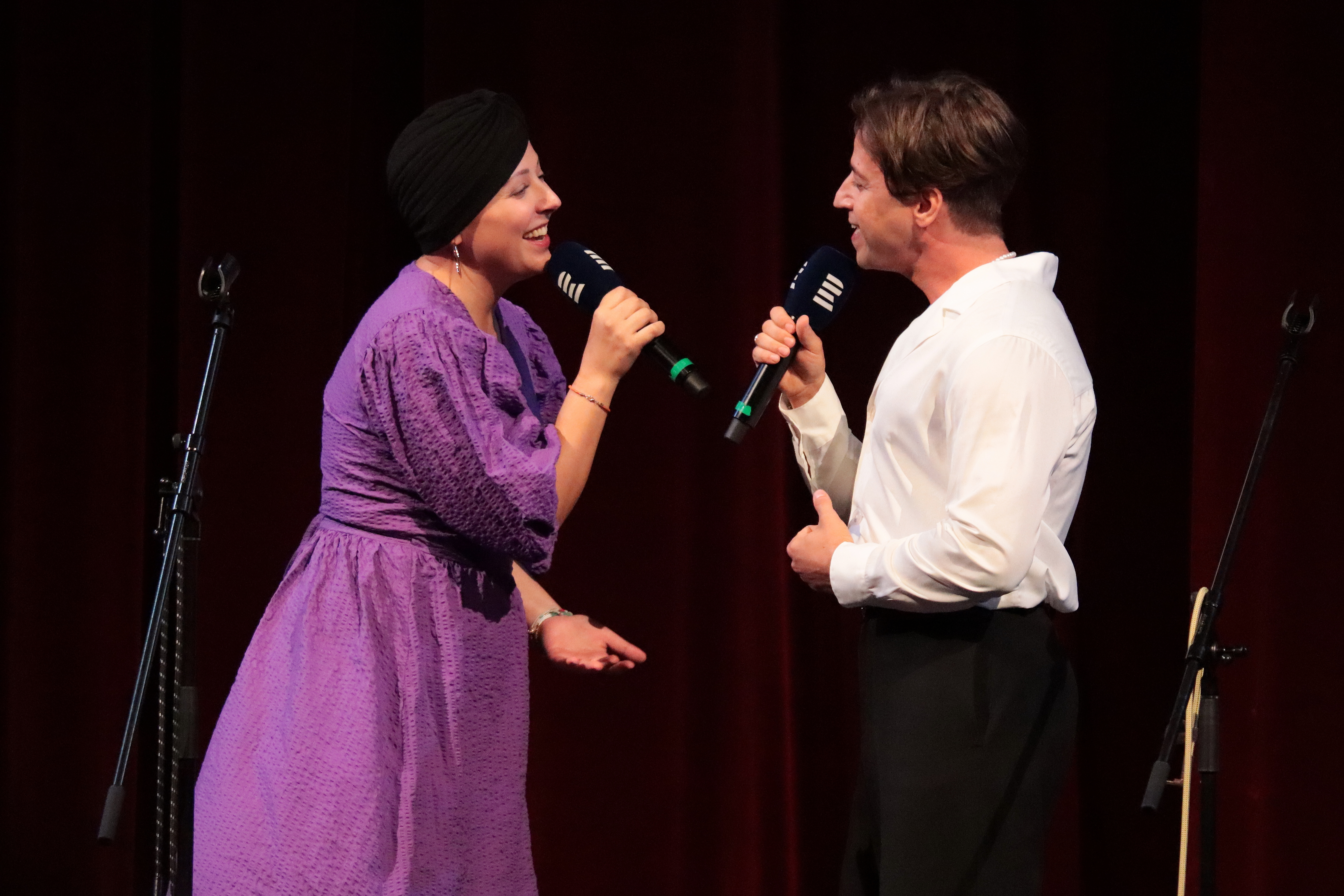
Anna Julie Slováčková se zpěvákem Milanem Peroutkou ve Státní opeře Praha na Benefičním koncertě pro severní Moravu (28. září 2024)

Již od 4 let navštěvovala ZUŠ Bajkalská, kde se učila na klavír pod vedením prof. Věry Svárovské a studovala zde i zpěv u Jany Durczákové. Chodila do jazykové školy na angličtinu a němčinu. Účinkovala v pořadech své matky Dagmar Patrasové, hrála také v pohádce Zimní královna. Již ve třech letech vyhrála konkurs a v následujících pěti letech propůjčila hlas Krtečkovi výtvarníka Zdeňka Milera na audionahrávkách s Markem Ebenem. V roce 2012 byla televizní reportérkou dětského pořadu KiWi Junior na TV Barrandov.
V roce 2014 začala účinkovat v muzikálu Sněhová královna, kde hrála hlavní postavu – Gerdu. Od té doby hrála hlavní role například v muzikálu Alenka v kraji zázraků (Alenka), Iago (Desdemona), Kapka medu pro Verunku a Královna Kapeska (Verunka), dále Rózi v muzikálu Krysař, Cordelii v muzikálu Doktor Ox a Doru, zlou nevlastní sestru Popelky v muzikálu Tři oříšky pro Popelku. Účinkovala také v několika hrách v divadle Semafor.
V roce 2016 se zúčastnila 2. řady soutěže Tvoje tvář má známý hlas vysílané televizí Nova. Hrála také zdravotní sestru Radku v seriálu Ordinace v růžové zahradě 2.
V roce 2018 se stala sólistkou hudebního projektu Film Music Tour, kde společně s Milanem Peroutkou, Moravia Brass Bandem a Čúheiem Iwasakim objeli několik českých měst a celé tour po prvních úspěšných koncertech v roce 2019 zrekapitulovali.
Pravidelně vystupovala s Big Bandem Felixe Slováčka, hostovala i s Orchestrem Karla Vlacha, Golden Big Bandem nebo Komorní filharmonií Pardubice. Zároveň byla jednou z moderátorek hudebního pořadu Mixxxér show na TV Óčko. Vystupovala se svojí pop-rockovou kapelou pod vlastním jménem Anna Julie Slováčková, se kterou vydala několik singlů a debutové album s názvem Aura.
V roce 2019 jí byl zjištěn zhoubný nádor prsu, kvůli kterému musela podstoupit chemoterapii a operaci. V květnu 2020 vyšla píseň „I když jsme plešatý“ nazpívaná Annou Slováčkovou a Pokáčem jako součást projektu na podporu onkologicky nemocných dětí. V říjnu 2023 oznámila, že se jí rakovina vrátila a že se tentokrát jedná o rozšíření původního karcinomu prsu do plic.
V září 2023 vydala druhou desku s názvem Osudová.
Zemřela doma 6. dubna 2025 ve věku 29 let na následky metastatického postižení karcinomem prsu. Pohřeb proběhl v rodinném kruhu 15. dubna v pražském kostele sv. Tomáše.

## Divadelní role

### Divadlo Hybernia
- muzikál Alenka v kraji zázraků[8]
- muzikál Sněhová královna (Hans Christian Andersen) – režie Lumír Olšovský, premiéra 20. září 2014 v 18 hodin[9]
- muzikál Kapka medu pro Verunku (Jan a Alena Pixovi), 2. premiéra 26. března 2015
- muzikál Swingujeme, rejdíme (Vlasta Žehrová) – režie Vlasta Žehrová
- muzikál Alenka v kraji zázraků (Jan a Alena Pixovi) – režie Matěj Balcar, divadlo Hybernia, premiéra září 2016
- muzikál Doktor Ox (Zdeněk Zelenka) – režie Zdeněk Zelenka, premiéra 2018
- muzikál Královna Kapeska (Jan a Alena Pixovi) – režie Juraj Čiernik, premiéra březen 2018
- muzikál Iago (Janek Ledecký) – režie Robert Johanson, premiéra září 2017

### Divadlo Semafor
- Skleněné prkno (Jiří Suchý) – divadlo Semafor, premiéra prosinec 2016
- Šest žen (Jiří Suchý) – divadlo Semafor, premiéra listopad  2017
- Semafor má narozeniny (Jiří Suchý) – divadlo Semafor, premiéra říjen 2019

### Divadlo Kalich
- muzikál Krysař – režie Mirjam Müller Landa (role Rózi)

### Kongresové centrum
- muzikál Tři oříšky pro Popelku (Axel Poike) – režie Filip Renč, premiéra prosinec 2018